# Air Guyane
Air Guyane war eine französische Regionalfluggesellschaft mit Sitz in Matoury, Französisch-Guayana und Basis auf dem Aéroport international Félix Éboué. Sie ist das Mutterunternehmen der Air Antilles.

## Geschichte
Air Guyane Express übernahm am 1. Juni 2002 den Flugbetrieb der damaligen Air Guyane. Sie betrieb auch den Flugbetrieb für Air Antilles Express zwischen den Inseln Französisch-Westindiens und Saint Lucia.
Im Jahr 2016 wurde sie analog zu Air Antilles in Air Guyane umbenannt.
Im August 2023 wurde vom Handelsgericht in Pointe-à-Pitre die Liquidation für die Muttergesellschaft CAIRE beschlossen. Für Air Antilles und Air Guyane wurde eine Weiterführung für zwei Monate garantiert. Am 29. September wurde vom Handelsgericht in Pointe-à-Pitre die Liquidation der Fluggesellschaft beschlossen. Für die Tochtergesellschaft Air Antilles konnte ein Käufer gefunden werden.

## Flugziele
Air Guyane bediente von Cayenne aus Ziele innerhalb Französisch-Guayanas.

## Flotte
Mit Stand März 2020 besaß Air Guyane keine Flugzeuge.